# Pseudoxenodontinae
Pseudoxenodontinae  (лат.) — подсемейство змей семейства ужеобразных.
Мелкие и средних размеров змеи, распространённые в Азии. Питаются в основном лягушками и жабами.

## Роды
- Бирманские ужи — Plagiopholis
- Капюшонные древесные ужи — Pseudoxenodon